# 서머 피닉스
서머 피닉스(Summer Phoenix, 1978년 12월 10일 ~ )는 미국의 배우이다. 리버 피닉스와 호아킨 피닉스의 여동생이다.

## 출연 작품
- 더 매드 웨일 (2017)
- 나의 그리스식 웨딩 2 (2004)
- 웨이스티드 (2002)
- 라라미 프로젝트 (2002)
- 빌리버 (2001)
- Dinner Rush (2000)
- 러브 인 텍사스 (2000)
- 걸 (1999)
- 아이 워크 업 어리 더 데이 아이 다이드 (1998)
- SLC 펑크! (1998, SLC Punk!)
- 패컬티 (1998)
- Arresting Gena (1997)